# فرو

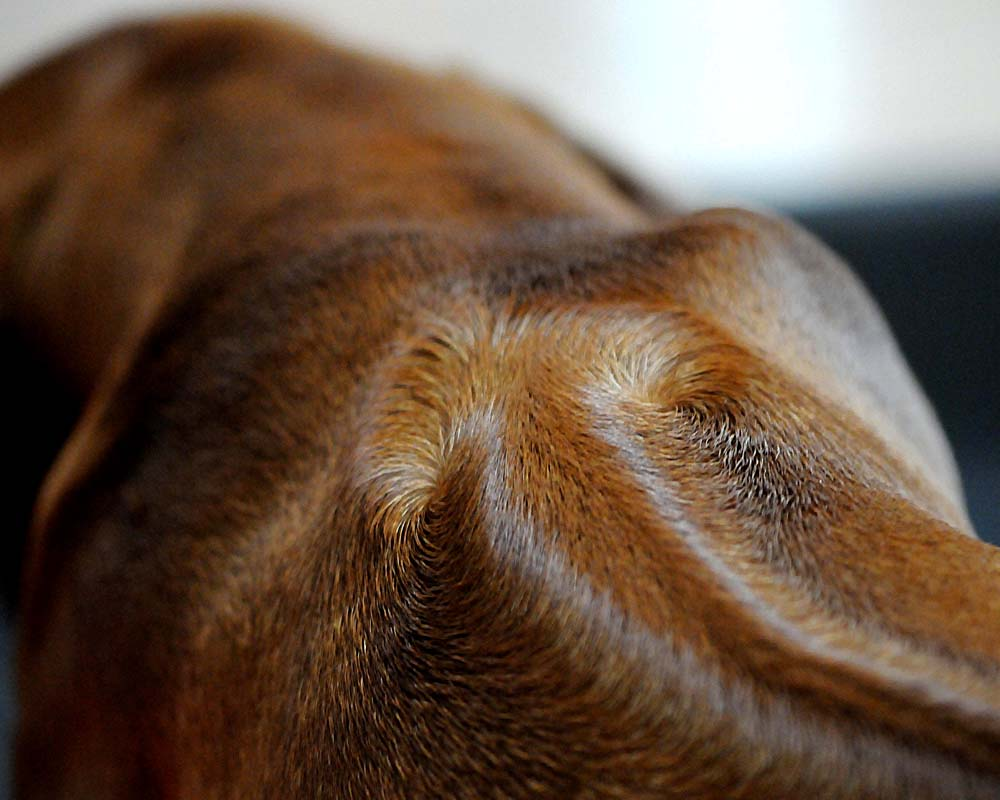
فرو كلب الروديسيان

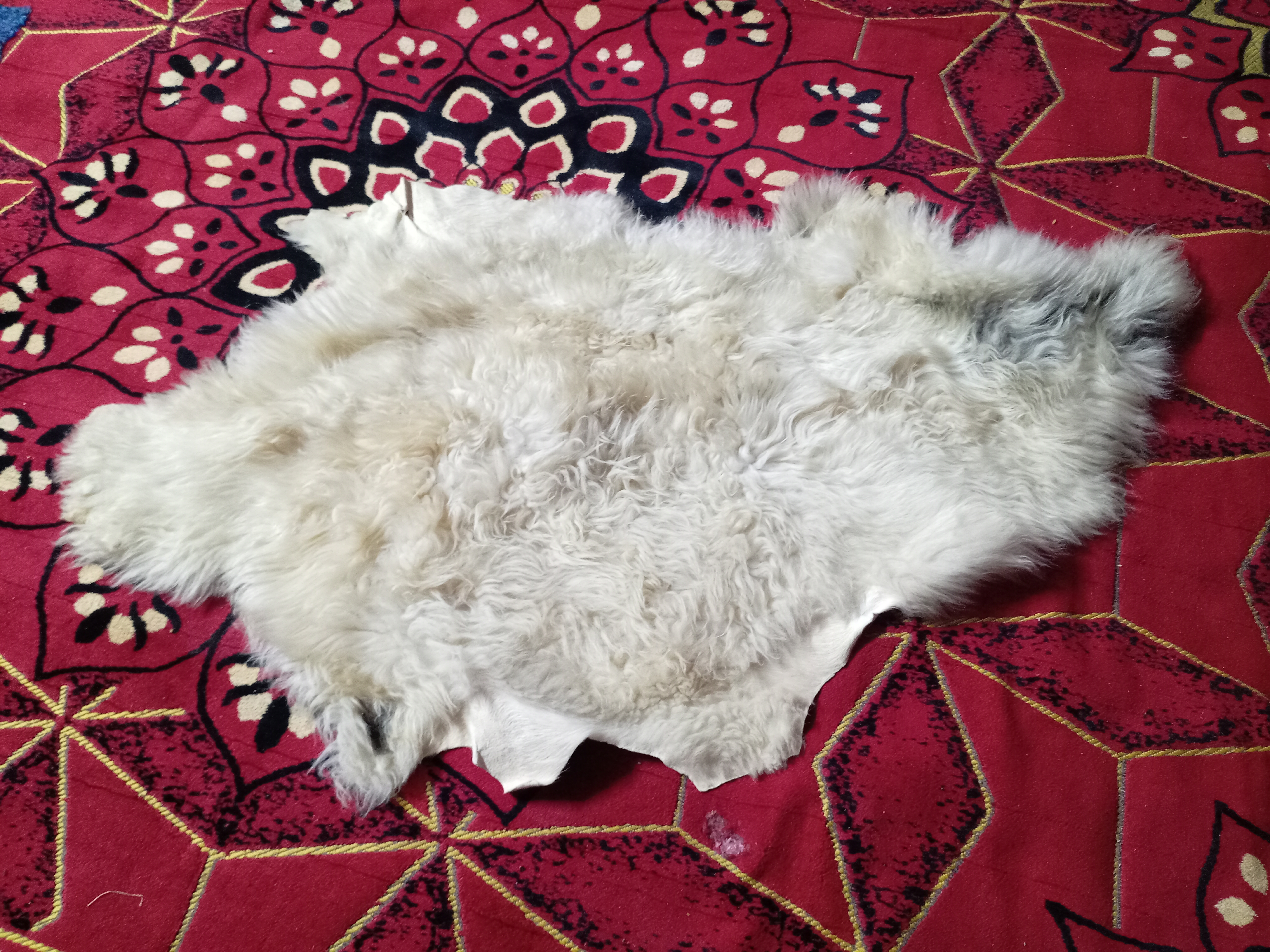
جاعد مصنوع من فرو الخروف في احد المضافات العربية

الفرو هو الجسم المغطي لبعض الحيوانات كالقطط الشيرازية وبعض الحيوانات الثديية كالثعلب مثلا وفي الجانب المقابل الصوف في الخراف والشعر في القرد. ويستفاد الآن من الفرو في صنع بعض الملابس النسائية التي تعطي الأناقة والجمال. وكما يستخدم لصنع الملابس الشتوية. وكان يستخدم أيضا كسجاد للجلوس عليه أو الصلاة فوقه. يُسمى الحيوان ذو الفرو: مُفرَّى.